# Luxiaria tephrosaria
Luxiaria tephrosaria är en fjärilsart som beskrevs av Moore 1867. Luxiaria tephrosaria ingår i släktet Luxiaria och familjen mätare. Inga underarter finns listade i Catalogue of Life.